# Nati nel 1871

## Gennaio(62)
- 1º gennaio - Emilio Bossi, giornalista, avvocato e politico svizzero († 1920)
- 1º gennaio - Charles Dalmorès, tenore francese († 1939)
- 1º gennaio - Manuel Gondra, diplomatico e politico paraguaiano († 1927)
- 1º gennaio - Young Griffo, pugile australiano († 1927)
- 1º gennaio - Gustav Hügel, pattinatore artistico su ghiaccio austriaco († 1953)
- 2 gennaio - Anne Sewell Young, astronoma e docente statunitense († 1961)
- 2 gennaio - Gustave Hervé, politico francese († 1944)
- 3 gennaio - George Hamilton-Gordon, II barone Stanmore, politico scozzese († 1957)
- 3 gennaio - Daniel Alomía Robles, compositore e etnomusicologo peruviano († 1942)
- 5 gennaio - Arthur Bernède, scrittore e sceneggiatore francese († 1937)
- 5 gennaio - Federigo Enriques, matematico, storico della scienza e filosofo italiano († 1946)
- 5 gennaio - Gino Fano, matematico italiano († 1952)
- 6 gennaio - Eugen Burg, attore e regista tedesco († 1944)
- 6 gennaio - Frank Dummerth, canottiere statunitense († 1936)
- 6 gennaio - Jesús Flores Magón, politico, giurista e giornalista messicano († 1930)
- 6 gennaio - Regina Pacini, soprano e filantropa portoghese († 1965)
- 6 gennaio - Salvatore Poddighe, poeta italiano († 1938)
- 6 gennaio - Ceccardo Roccatagliata Ceccardi, poeta italiano († 1919)
- 7 gennaio - Émile Borel, matematico e politico francese († 1956)
- 7 gennaio - Francesco Goggia, militare e politico italiano († 1950)
- 7 gennaio - Thomas Horder, I barone Horder, medico britannico († 1955)
- 8 gennaio - Raffaele Pergolesi, militare italiano († 1953)
- 8 gennaio - Walter Tennyson Swingle, botanico e biologo statunitense († 1952)
- 9 gennaio - Marija Vasil'evna Žilova, astronoma russa († 1934)
- 10 gennaio - Enrica von Handel-Mazzetti, scrittrice e poetessa austriaca († 1955)
- 10 gennaio - Eugenio Zaniboni, giornalista, germanista e traduttore italiano († 1926)
- 11 gennaio - Vincenzo Ferniani, ingegnere italiano († 1966)
- 11 gennaio - Robert Kienböck, radiologo austriaco († 1953)
- 12 gennaio - Alexandre Noël Charles Acloque, botanico, ornitologo e entomologo francese († 1941)
- 12 gennaio - Inokuchi Akuri, educatrice giapponese († 1931)
- 12 gennaio - Kaspar Stanggassinger, presbitero tedesco († 1899)
- 13 gennaio - Henri Claudel, generale francese († 1956)
- 13 gennaio - Mihal Grameno, politico, scrittore e giornalista albanese († 1931)
- 14 gennaio - Pamela Wyndham, nobildonna e scrittrice inglese († 1928)
- 15 gennaio - Louis Riboulet, pedagogo francese († 1944)
- 17 gennaio - David Beatty, ammiraglio britannico († 1936)
- 17 gennaio - Nicolae Iorga, storico, politico e museologo rumeno († 1940)
- 17 gennaio - Antonio Mantica, religioso italiano († 1958)
- 17 gennaio - Giovanni Sechi, politico e ammiraglio italiano († 1948)
- 18 gennaio - Beniamino di Costantinopoli, arcivescovo ortodosso greco († 1946)
- 18 gennaio - Franz Blei, saggista, drammaturgo e traduttore austriaco († 1942)
- 19 gennaio - Jaroslav Hilbert, scrittore e drammaturgo ceco († 1936)
- 19 gennaio - Georgij Georgievič Jakobson, entomologo russo († 1926)
- 19 gennaio - Marianne Maidorf, scrittrice tedesca
- 21 gennaio - Gilberto Marley, ciclista su strada e dirigente sportivo italiano († 1939)
- 21 gennaio - Ol'ga Preobraženskaja, ballerina e insegnante russa († 1962)
- 22 gennaio - Leon Jessel, compositore tedesco († 1942)
- 22 gennaio - Samuel Peploe, pittore scozzese († 1935)
- 23 gennaio - Giovanni Paneroni, scrittore italiano († 1950)
- 23 gennaio - Ernest Rude, fotografo norvegese († 1948)
- 24 gennaio - Albert Russel Erskine, imprenditore statunitense († 1933)
- 24 gennaio - Jiří Karásek ze Lvovic, poeta, scrittore e critico letterario ceco († 1951)
- 25 gennaio - Maud Wood Park, attivista statunitense († 1955)
- 26 gennaio - Samuel Hopkins Adams, scrittore statunitense († 1958)
- 26 gennaio - Oscar Asche, attore, regista e sceneggiatore australiano († 1936)
- 26 gennaio - Michel Camélat, drammaturgo, poeta e scrittore francese († 1962)
- 26 gennaio - Ernst Schwalbe, patologo tedesco († 1920)
- 26 gennaio - Paul West, sceneggiatore statunitense († 1918)
- 27 gennaio - Bodil Katharine Biørn, missionaria e infermiera norvegese († 1960)
- 29 gennaio - John T. Myers, generale statunitense († 1952)
- 30 gennaio - Seymour Hicks, attore e produttore cinematografico inglese († 1949)
- 30 gennaio - Wilfred Lucas, attore, regista e sceneggiatore canadese († 1940)

## Febbraio(51)
- 1º febbraio - Hellmer Hermandsen, tiratore a segno norvegese († 1958)
- 1º febbraio - Gabriel Veyre, regista e fotografo francese († 1936)
- 2 febbraio - Joe Roberts, attore statunitense († 1923)
- 2 febbraio - Montagu Toller, crickettista britannico († 1948)
- 2 febbraio - Alexander Wassilko von Serecki, militare e agente segreto austriaco († 1920)
- 3 febbraio - Jean-Baptiste Mimiague, schermidore francese († 1929)
- 4 febbraio - Milla Davenport, attrice statunitense († 1936)
- 4 febbraio - Friedrich Ebert, politico tedesco († 1925)
- 4 febbraio - Gerda Lundequist, attrice svedese († 1959)
- 5 febbraio - Birger Sandzén, pittore svedese († 1954)
- 7 febbraio - Pieter Franciscus Dierckx, pittore belga († 1950)
- 7 febbraio - Kiyoshi Shiga, batteriologo giapponese († 1957)
- 7 febbraio - Wilhelm Stenhammar, compositore, pianista e direttore d'orchestra svedese († 1927)
- 9 febbraio - Guido Cirilli, architetto italiano († 1954)
- 9 febbraio - Fran Saleški Finžgar, scrittore e presbitero sloveno († 1962)
- 9 febbraio - Howard Taylor Ricketts, patologo statunitense († 1910)
- 10 febbraio - Giulio Beverini, politico e filantropo italiano († 1903)
- 10 febbraio - Alfonso De Albentiis, ingegnere italiano († 1942)
- 11 febbraio - Scipione Borghese, nobile, viaggiatore e pilota automobilistico italiano († 1927)
- 11 febbraio - Ulisse Nurzia, imprenditore e pasticcere italiano († 1956)
- 12 febbraio - Harry Kendall Thaw, criminale statunitense († 1947)
- 13 febbraio - Joseph Vollmer, ingegnere tedesco († 1955)
- 14 febbraio - Carlo Formichi, orientalista, indologo e filologo italiano († 1943)
- 15 febbraio - Carlos de Candamo, schermidore, rugbista a 15 e tennista peruviano († 1946)
- 15 febbraio - Martin Knudsen, fisico danese († 1949)
- 16 febbraio - Radoje Domanović, scrittore e insegnante serbo († 1908)
- 16 febbraio - Richard Gunn, pugile britannico († 1961)
- 16 febbraio - Arthur Ponsonby, politico e scrittore britannico († 1946)
- 17 febbraio - Jovan Dučić, scrittore serbo († 1943)
- 18 febbraio - Harry Brearley, inventore britannico († 1948)
- 18 febbraio - George Udny Yule, statistico britannico († 1951)
- 19 febbraio - William Diller Matthew, paleontologo statunitense († 1930)
- 19 febbraio - Ludvig Kornerup, arbitro di calcio e allenatore di calcio danese († 1946)
- 19 febbraio - Anna Luisa di Schönburg-Waldenburg, nobile tedesca († 1951)
- 20 febbraio - Boris Galërkin, matematico e ingegnere sovietico († 1945)
- 20 febbraio - Virginia Guerrini, mezzosoprano italiano († 1948)
- 20 febbraio - Michele Romano, avvocato e politico italiano († 1948)
- 20 febbraio - Romolo Ubertalli, pittore italiano († 1928)
- 21 febbraio - Paul Cassirer, collezionista d'arte tedesco († 1926)
- 21 febbraio - Léonie Laporte, attrice e cantante francese († 1924)
- 21 febbraio - Osbert Molyneux, VI conte di Sefton, politico irlandese († 1930)
- 22 febbraio - Fritz Englund, scacchista svedese († 1933)
- 22 febbraio - Umberto Tirelli, disegnatore italiano († 1954)
- 22 febbraio - Fannie Ward, attrice statunitense († 1952)
- 23 febbraio - Uberto Visconti di Modrone, nobile, imprenditore e politico italiano († 1923)
- 24 febbraio - Ercole Agliardi, giornalista e saggista italiano († 1947)
- 24 febbraio - Sevasti Qiriazi, attivista, insegnante e missionaria albanese († 1949)
- 25 febbraio - Oliver Campbell, tennista statunitense († 1953)
- 25 febbraio - Lesja Ukraïnka, poetessa ucraina († 1913)
- 27 febbraio - Johan Stein, astronomo e gesuita olandese († 1951)
- 27 febbraio - Gustav Waldau, attore tedesco († 1958)

## Marzo(50)
- 1º marzo - Oskar Heinroth, biologo tedesco († 1945)
- 1º marzo - Arthur Surridge Hunt, papirologo e egittologo inglese († 1934)
- 1º marzo - Ernst Leitz II, imprenditore e ottico tedesco († 1956)
- 2 marzo - Mathieu Crickboom, violinista, compositore e insegnante belga († 1947)
- 2 marzo - Gideon Ericsson, tiratore a segno svedese († 1936)
- 3 marzo - Maurice Garin, ciclista su strada e pistard italiano († 1957)
- 3 marzo - Charles A. Templeton, politico statunitense († 1955)
- 4 marzo - Antonio Piscel, politico, avvocato e giornalista italiano († 1947)
- 5 marzo - Ettore Bocconi, imprenditore, mecenate e politico italiano († 1932)
- 5 marzo - Rosa Luxemburg, filosofa, economista e politica polacca († 1919)
- 6 marzo - Afonso Costa, avvocato e politico portoghese († 1937)
- 8 marzo - Jakob Künzler, missionario, chirurgo e filantropo svizzero († 1949)
- 8 marzo - Fred E. Wright, regista inglese († 1936)
- 9 marzo - Antonino Grimaldi di Serravalle, politico e militare italiano († 1956)
- 9 marzo - Granville Redmond, pittore e attore statunitense († 1935)
- 10 marzo - Giuseppe Moreschi, ciclista su strada italiano († 1950)
- 12 marzo - Kitty Marion, attivista e attrice tedesca († 1944)
- 13 marzo - Jean-Georges Achard, scultore francese († 1934)
- 14 marzo - Olive Fremstad, soprano e mezzosoprano svedese († 1951)
- 14 marzo - William Jackson, giocatore di curling britannico († 1955)
- 14 marzo - Paola Lombroso Carrara, giornalista, scrittrice e pedagogista italiana († 1954)
- 15 marzo - Constantin Argetoianu, politico rumeno († 1952)
- 15 marzo - Charles Howard McIlwain, storico statunitense († 1968)
- 16 marzo - Il Biondin, brigante italiano († 1905)
- 16 marzo - Frantz Reichel, dirigente sportivo, giornalista e rugbista a 15 francese († 1932)
- 16 marzo - Édouard Rist, medico francese († 1956)
- 17 marzo - Giuseppe Borgatti, tenore italiano († 1950)
- 17 marzo - Albrecht Krafft von Dellmensingen, alpinista, avvocato e geologo tedesco († 1900)
- 18 marzo - Beniamino Costantini, storico italiano († 1919)
- 18 marzo - Reginald Aldworth Daly, geologo canadese († 1957)
- 19 marzo - Achille Beltrame, illustratore e pittore italiano († 1945)
- 19 marzo - Maria Vetsera, nobildonna austriaca († 1889)
- 20 marzo - Mogens Ballin, pittore danese († 1914)
- 20 marzo - Joe McGinnity, giocatore di baseball e allenatore di baseball statunitense († 1929)
- 20 marzo - Harry von Meter, attore statunitense († 1956)
- 21 marzo - Orazio Gavioli, botanico e chirurgo italiano († 1944)
- 21 marzo - Carlo Maria Piazza, ufficiale, aviatore e cavaliere italiano († 1917)
- 22 marzo - Arthur Preuss, giornalista, scrittore e editore statunitense († 1934)
- 22 marzo - Stewart Tritle, tennista statunitense († 1947)
- 23 marzo - Aurelio Covotti, filologo e storico della filosofia italiano († 1956)
- 23 marzo - Heinrich Schroth, attore tedesco († 1945)
- 24 marzo - Louis Perrée, schermidore francese († 1924)
- 25 marzo - Hermann Abert, musicologo e critico musicale tedesco († 1927)
- 25 marzo - Igor' Ėmmanuilovič Grabar', pittore, architetto e storico dell'arte russo († 1960)
- 25 marzo - Virginia Talarico, soprano italiano († 1953)
- 25 marzo - Maurizio de Vito Piscicelli, militare italiano († 1917)
- 26 marzo - Serafin e Joaquin Álvarez Quintero, commediografo e librettista spagnolo († 1938)
- 27 marzo - Heinrich Mann, scrittore tedesco († 1950)
- 27 marzo - Ugo Piperno, attore italiano († 1922)
- 28 marzo - Willem Mengelberg, direttore d'orchestra e compositore olandese († 1951)

## Aprile(55)
- 1º aprile - Béla Jenbach, librettista e attore ungherese († 1943)
- 1º aprile - Friedrich Krukenberg, ginecologo e oculista tedesco († 1946)
- 2 aprile - Francesco Giovanelli, velista italiano († 1945)
- 2 aprile - Joseph W. Girard, attore statunitense († 1949)
- 2 aprile - Rudolf Wagner, calciatore austriaco († 1910)
- 3 aprile - Vincenzo Diamare, anatomista e patologo italiano († 1966)
- 3 aprile - Amedeo Majeroni, illusionista italiano († 1932)
- 4 aprile - Andrejs Auzāns, generale lettone († 1953)
- 5 aprile - Stanisław Grabski, politico, diplomatico e economista polacco († 1949)
- 5 aprile - Søren Absalon Larsen, fisico danese († 1957)
- 5 aprile - Federico Guglielmo di Meclemburgo-Schwerin, principe († 1897)
- 7 aprile - Ernesto Trapanese, avvocato e politico italiano († 1933)
- 8 aprile - Clarence H. White, fotografo e insegnante statunitense († 1925)
- 9 aprile - Pasquale Rizzoli, scultore italiano († 1953)
- 9 aprile - Ignatius Taschner, scultore e incisore tedesco († 1913)
- 10 aprile - Heinrich Bolten-Baeckers, regista, produttore cinematografico e sceneggiatore tedesco († 1938)
- 11 aprile - Gyula Kellner, maratoneta ungherese († 1940)
- 11 aprile - Theodor Pallady, pittore rumeno († 1956)
- 12 aprile - August Endell, architetto tedesco († 1925)
- 12 aprile - Ioannis Metaxas, generale e politico greco († 1941)
- 12 aprile - Edward Wyke-Smith, ingegnere e scrittore britannico († 1935)
- 13 aprile - Salvatore Capezio, imprenditore italiano († 1940)
- 13 aprile - Alexander Forbes Irvine Forbes, astronomo sudafricano († 1959)
- 13 aprile - Enrique González Martínez, poeta messicano († 1952)
- 13 aprile - Oskar Kohnstamm, psichiatra e neurologo tedesco († 1917)
- 13 aprile - Jurgis Matulaitis, arcivescovo cattolico lituano († 1927)
- 13 aprile - Otto Treßler, attore tedesco († 1965)
- 14 aprile - Antonio Paoli, tenore portoricano († 1946)
- 15 aprile - Guido Guidotti, generale e politico italiano († 1949)
- 16 aprile - Antonio Garbasso, fisico e politico italiano († 1933)
- 16 aprile - Henry Stephenson, attore britannico († 1956)
- 16 aprile - John Millington Synge, drammaturgo irlandese († 1909)
- 18 aprile - Laurent Riboulet, tennista francese († 1960)
- 18 aprile - Giovanni Tomatis, direttore della fotografia italiano († 1959)
- 19 aprile - Giulia Berna, attivista italiana († 1957)
- 20 aprile - Slavoljub Eduard Penkala, ingegnere e inventore croato († 1922)
- 21 aprile - Leo Blech, compositore e direttore d'orchestra tedesco († 1958)
- 21 aprile - Mario Morasso, scrittore, poeta e saggista italiano († 1938)
- 23 aprile - James Gordon, attore e regista statunitense († 1941)
- 24 aprile - Ettore Conti di Verampio, ingegnere, politico e imprenditore italiano († 1972)
- 24 aprile - Giuseppe De Lorenzo, geografo, geologo e politico italiano († 1957)
- 24 aprile - Paul Helbronner, alpinista, geodeta e ingegnere francese († 1938)
- 24 aprile - Blanche Ring, cantante e attrice statunitense († 1961)
- 24 aprile - Joan Rubió, architetto spagnolo († 1952)
- 25 aprile - Lorne Currie, velista britannico († 1926)
- 25 aprile - Alfonso Splendore, medico, batteriologo e igienista italiano († 1953)
- 26 aprile - Gabriello Carnazza, giurista, politico e imprenditore italiano († 1931)
- 26 aprile - Léon Gurekian, architetto armeno († 1950)
- 29 aprile - Adolfo Coppedè, architetto italiano († 1951)
- 29 aprile - William Stern, psicologo e filosofo tedesco († 1938)
- 29 aprile - Gino Visentini Scarzanella, ingegnere italiano († 1949)
- 29 aprile - Yoshioka Yayoi, medico giapponese († 1959)
- 29 aprile - Adolfo de Bertolini, avvocato e politico italiano († 1946)
- 29 aprile - Jean de Chabannes, velista francese († 1933)
- 30 aprile - Louise Homer, contralto statunitense († 1947)

## Maggio(53)
- 3 maggio - Emmett Dalton, scrittore, attore e pistolero statunitense († 1937)
- 4 maggio - Henri Dapples, calciatore svizzero († 1920)
- 4 maggio - Carlo De Cardona, presbitero e politico italiano († 1958)
- 5 maggio - Ernesta Bittanti Battisti, giornalista e scrittrice italiana († 1957)
- 6 maggio - Victor Grignard, chimico francese († 1935)
- 6 maggio - Christian Morgenstern, poeta e scrittore tedesco († 1914)
- 6 maggio - Georgij Aleksandrovič Romanov, nobile russo († 1899)
- 7 maggio - Gyula Károlyi, politico ungherese († 1947)
- 8 maggio - Louis Madelin, politico e storico francese († 1956)
- 9 maggio - Nikolaj Evgrafovič Fedoseev, rivoluzionario russo († 1898)
- 10 maggio - Ernst Meyer, neurologo e psichiatra tedesco († 1931)
- 10 maggio - Luca Orsini Baroni, diplomatico e politico italiano († 1948)
- 11 maggio - Emiliano Chamorro Vargas, politico nicaraguense († 1966)
- 11 maggio - Mariano Fortuny y Madrazo, pittore, stilista e scenografo spagnolo († 1949)
- 11 maggio - Emil Palkoska, compositore di scacchi boemo († 1955)
- 11 maggio - Stjepan Radić, politico croato († 1928)
- 11 maggio - Frank Schlesinger, astronomo statunitense († 1943)
- 12 maggio - Mario Gabinio, fotografo e alpinista italiano († 1938)
- 14 maggio - Febo Borromeo d'Adda, politico italiano († 1945)
- 15 maggio - Giulietta Gordigiani, cantante lirica e pianista italiana († 1957)
- 15 maggio - Wilhelm von Opel, imprenditore tedesco († 1948)
- 15 maggio - Naima Sahlbom, chimica svedese († 1957)
- 15 maggio - Mysterious Billy Smith, pugile canadese († 1937)
- 17 maggio - Frank Hayes, attore statunitense († 1923)
- 17 maggio - Anna Petrovna Ostroumova-Lebedeva, pittrice e incisore russa († 1955)
- 18 maggio - Romolo Buni, pistard e dirigente sportivo italiano († 1939)
- 18 maggio - Emilio Chiovenda, botanico italiano († 1941)
- 18 maggio - Denis Horgan, pesista britannico († 1922)
- 18 maggio - Franziska zu Reventlow, scrittrice, pittrice e traduttrice tedesca († 1918)
- 19 maggio - Pietro Boetto, cardinale e arcivescovo cattolico italiano († 1946)
- 19 maggio - Walter Russell, artista e filosofo statunitense († 1963)
- 20 maggio - Pierre Abattucci, pittore belga († 1942)
- 20 maggio - Ottavio Dinale, politico italiano († 1959)
- 20 maggio - Eugenio Giraldoni, baritono italiano († 1924)
- 20 maggio - George Washington, inventore statunitense († 1946)
- 22 maggio - José Felipe Abárzuza y Rodríguez de Arias, pittore spagnolo († 1948)
- 22 maggio - Francesco Lo Sardo, politico italiano († 1931)
- 22 maggio - Thekla Resvoll, botanica e educatrice norvegese († 1948)
- 23 maggio - Saint-George Ashe, canottiere britannico († 1922)
- 23 maggio - Nikodem Caro, chimico e imprenditore polacco († 1935)
- 24 maggio - Agostino Laera, vescovo cattolico italiano († 1942)
- 25 maggio - Otto Dempwolff, linguista e antropologo tedesco († 1938)
- 26 maggio - Phil Kelso, allenatore di calcio scozzese († 1935)
- 27 maggio - Georges Rouault, pittore francese († 1958)
- 28 maggio - Camille Huysmans, politico e giornalista belga († 1968)
- 28 maggio - Teariimaevarua III, regina († 1932)
- 30 maggio - Olga Engl, attrice austriaca († 1946)
- 30 maggio - Horace Finaly, banchiere francese († 1945)
- 30 maggio - Leopoldo IV di Lippe, sovrano († 1949)
- 30 maggio - Joseph Pardee, geologo statunitense († 1960)
- 30 maggio - Amos Rusie, giocatore di baseball statunitense († 1942)
- 31 maggio - Giuseppe Rensi, filosofo, avvocato e antifascista italiano († 1941)
- 31 maggio - Guido Segrè, ammiraglio italiano († 1954)

## Giugno(46)
- 1º giugno - Alberto Bergamini, giornalista e politico italiano († 1962)
- 2 giugno - Angelo Ugo Conz, ammiraglio e politico italiano († 1948)
- 5 giugno - Michele Angiolillo, anarchico italiano († 1897)
- 5 giugno - Walter Kaufmann, fisico tedesco († 1947)
- 6 giugno - Tsunesaburō Makiguchi, filosofo, educatore e attivista giapponese († 1944)
- 6 giugno - Joseph Ignatius Shanahan, missionario e vescovo cattolico irlandese († 1943)
- 6 giugno - Oscar Adolf Wisting, navigatore e esploratore norvegese († 1936)
- 7 giugno - Vincenzo Cerulli Irelli, politico italiano († 1954)
- 7 giugno - Konstantin Michajlovič Tachtarev, rivoluzionario e sociologo russo († 1925)
- 8 giugno - Howard Gould, imprenditore statunitense († 1959)
- 8 giugno - Aloys Van de Vyvere, politico belga († 1961)
- 9 giugno - Federico Baistrocchi, generale e politico italiano († 1947)
- 9 giugno - Manuel Franco, avvocato, magistrato e politico paraguaiano († 1919)
- 11 giugno - Ettore Romagnoli, grecista, letterato e traduttore italiano († 1938)
- 13 giugno - Elena d'Orléans, nobile († 1951)
- 13 giugno - Ernst Steinitz, matematico tedesco († 1928)
- 14 giugno - Hermanus Brockmann, canottiere olandese († 1936)
- 14 giugno - Jacob Ellehammer, orologiaio e inventore danese († 1946)
- 14 giugno - Camillo Innocenti, pittore italiano († 1961)
- 14 giugno - Fëdor Vasil'evič Tokarev, inventore e politico sovietico († 1968)
- 15 giugno - William Hirons, tiratore di fune britannico († 1958)
- 17 giugno - Léonie Gilmour, giornalista e scrittrice statunitense († 1933)
- 17 giugno - James Weldon Johnson, scrittore e poeta statunitense († 1938)
- 17 giugno - Giulio Ronga, magistrato e politico italiano († 1958)
- 18 giugno - Edmund Breese, attore, sceneggiatore e regista statunitense († 1936)
- 18 giugno - Howard Passadoro, calciatore gallese († 1921)
- 18 giugno - Tom Turpin, compositore e musicista statunitense († 1922)
- 19 giugno - Fritz Hofmann, ginnasta, velocista e altista tedesco († 1927)
- 19 giugno - Alajos Szokoly, velocista, ostacolista e triplista ungherese († 1932)
- 21 giugno - Carlo Casanova, pittore e incisore italiano († 1950)
- 21 giugno - Otto Hasse, generale tedesco († 1942)
- 22 giugno - Arthur Wynne, enigmista britannico († 1945)
- 23 giugno - Carlo Alberto Dell'Agnola, matematico e economista italiano († 1956)
- 24 giugno - Amedeo Chiantoni, attore italiano († 1965)
- 24 giugno - Lamberto Vannutelli, ammiraglio e esploratore italiano († 1966)
- 25 giugno - Lionello Perera, banchiere e filantropo italiano († 1942)
- 25 giugno - Vincenzo Pasquali, scultore italiano († 1940)
- 25 giugno - Ugo Scalori, politico e banchiere italiano († 1937)
- 27 giugno - Pietro Acciarito, anarchico italiano († 1943)
- 28 giugno - Johan Anker, velista norvegese († 1940)
- 28 giugno - Peter Hodge, allenatore di calcio e arbitro di calcio britannico († 1934)
- 29 giugno - Danilo II del Montenegro, sovrano montenegrino († 1939)
- 29 giugno - Ange-Marie Hiral, vescovo cattolico francese († 1952)
- 29 giugno - Luisa Tetrazzini, soprano italiano († 1940)
- 30 giugno - Romeo Bonomelli, pittore italiano († 1943)
- 30 giugno - Agostino Borgato, attore e regista italiano († 1939)

## Luglio(46)
- 2 luglio - Nándor Dáni, mezzofondista ungherese († 1948)
- 2 luglio - Wilhelm von Mirbach, ambasciatore e nobile austriaco († 1918)
- 3 luglio - Ulisse Stacchini, architetto italiano († 1947)
- 3 luglio - Giovanni Vidari, pedagogista e traduttore italiano († 1934)
- 4 luglio - Hubert Cecil Booth, ingegnere inglese († 1955)
- 5 luglio - Miguel Asín Palacios, storico, arabista e religioso spagnolo († 1944)
- 5 luglio - Francesco Chiesa, scrittore e insegnante svizzero († 1973)
- 5 luglio - Claus Schilling, medico e criminale di guerra tedesco († 1946)
- 6 luglio - Evelyn Selbie, attrice statunitense († 1950)
- 7 luglio - Richard Carle, attore statunitense († 1941)
- 8 luglio - Walter Breisky, politico austriaco († 1944)
- 8 luglio - Suzanne Girod, tennista francese († 1926)
- 9 luglio - Jules Flandrin, pittore francese († 1947)
- 9 luglio - Otto Naegeli, medico svizzero († 1938)
- 10 luglio - Giacomo Candido, matematico italiano († 1941)
- 10 luglio - Hugh M. Dorsey, politico e avvocato statunitense († 1948)
- 10 luglio - Armando Falconi, attore italiano († 1954)
- 10 luglio - Marcel Proust, scrittore, saggista e critico letterario francese († 1922)
- 11 luglio - Angelo Rossini, pittore e incisore italiano († 1939)
- 11 luglio - Paolo Vinassa de Regny, geologo e paleontologo italiano († 1957)
- 13 luglio - Tommaso Claps, giurista, poeta e storico italiano († 1945)
- 13 luglio - Franciszek Mirandola, scrittore, poeta e traduttore polacco († 1930)
- 13 luglio - Rasmus Rasmussen, scrittore, politico e insegnante faroese († 1962)
- 14 luglio - Theo Frenkel, regista, attore e sceneggiatore olandese († 1956)
- 15 luglio - Henryk Arctowski, geologo, meteorologo e esploratore polacco († 1958)
- 15 luglio - Max Bodenstein, chimico e fisico tedesco († 1942)
- 15 luglio - Ugo Ojetti, scrittore, critico d'arte e giornalista italiano († 1946)
- 15 luglio - José Enrique Rodó, scrittore, saggista e politico uruguaiano († 1917)
- 15 luglio - Jane Vieu, compositrice francese († 1955)
- 16 luglio - John Maxwell, golfista statunitense († 1906)
- 17 luglio - Lyonel Feininger, pittore statunitense († 1956)
- 18 luglio - Giacomo Balla, pittore, scultore e scenografo italiano († 1958)
- 18 luglio - Alessandro Ciano, imprenditore e politico italiano († 1945)
- 18 luglio - Sada Yacco, attrice teatrale e danzatrice giapponese († 1946)
- 19 luglio - Lars Jørgen Madsen, tiratore a segno danese († 1925)
- 19 luglio - Edward Nathan Berra, crickettista e dirigente sportivo inglese († 1908)
- 21 luglio - Guglielmo Ferrero, sociologo, storico e scrittore italiano († 1942)
- 21 luglio - DeWitt Jennings, attore statunitense († 1937)
- 23 luglio - Ovide Decroly, pedagogista, neurologo e psicologo belga († 1932)
- 24 luglio - Francesco Giusti del Giardino, ingegnere, imprenditore e politico italiano († 1945)
- 25 luglio - Guido Bonarelli, geologo, paleontologo e antropologo italiano († 1951)
- 25 luglio - Enrico Gasparri, cardinale e arcivescovo cattolico italiano († 1946)
- 25 luglio - Arturo Tosi, pittore italiano († 1956)
- 25 luglio - Margaret Floy Washburn, psicologa statunitense († 1939)
- 27 luglio - Ernst Zermelo, matematico e filosofo tedesco († 1953)
- 28 luglio - Sergej Nikolaevič Bulgakov, filosofo, teologo e scrittore russo († 1944)

## Agosto(54)
- 1º agosto - Eduard von Winterstein, attore tedesco († 1961)
- 2 agosto - Luigi Schiaparelli, storico, paleografo e diplomatista italiano († 1934)
- 2 agosto - John French Sloan, pittore statunitense († 1951)
- 3 agosto - Augusta Holtz, supercentenaria tedesca († 1986)
- 3 agosto - Hàm Nghi, imperatore vietnamita († 1943)
- 4 agosto - John Garland Pollard, politico statunitense († 1937)
- 5 agosto - Georgiana Goddard King, storica dell'arte e fotografa statunitense († 1939)
- 6 agosto - Emanuel Querido, editore, romanziere e attivista olandese († 1943)
- 7 agosto - Abanindranath Tagore, pittore e scrittore indiano († 1951)
- 8 agosto - Sam Appel, attore messicano († 1947)
- 8 agosto - Edward Eugene Lyon, militare statunitense († 1931)
- 9 agosto - Leonid Nikolaevič Andreev, scrittore e drammaturgo russo († 1919)
- 10 agosto - Oskar Fried, direttore d'orchestra e compositore tedesco († 1941)
- 10 agosto - Aino Sibelius, finlandese († 1969)
- 11 agosto - Fred Koenig, lottatore statunitense († 1950)
- 11 agosto - Giuseppe Trecca, architetto italiano († 1955)
- 12 agosto - Vincenzo Federici, paleografo, diplomatista e filologo italiano († 1953)
- 12 agosto - Gustavs Zemgals, politico lettone († 1939)
- 13 agosto - Karl Liebknecht, politico e avvocato tedesco († 1919)
- 13 agosto - Walter McCreery, giocatore di polo statunitense († 1922)
- 14 agosto - Guangxu, imperatore cinese († 1908)
- 15 agosto - Alfred Fröhlich, neurologo e farmacologo austriaco († 1953)
- 15 agosto - Assunta Marchetti, religiosa italiana († 1948)
- 15 agosto - Albert Rehm, filologo tedesco († 1949)
- 15 agosto - Grafton Elliot Smith, anatomista e egittologo britannico († 1937)
- 15 agosto - Arthur Tansley, ecologo e botanico inglese († 1955)
- 16 agosto - Rina Monti, scienziata italiana († 1937)
- 17 agosto - Eduardo Baccari, militare, diplomatico e medico italiano († 1952)
- 17 agosto - Jesse Lynch Williams, scrittore e drammaturgo statunitense († 1929)
- 17 agosto - Ciro Trabalza, grammatico e critico letterario italiano († 1936)
- 18 agosto - Johannes Joseph Aarts, pittore, illustratore e incisore olandese († 1934)
- 20 agosto - Sybil St Clair-Erskine, nobildonna inglese († 1910)
- 21 agosto - Angelica Pandolfini, soprano italiano († 1959)
- 22 agosto - Émile André, artista, architetto e designer francese († 1933)
- 22 agosto - Daniel Frohman, produttore teatrale statunitense († 1940)
- 22 agosto - Franz Kossmat, geologo tedesco († 1938)
- 23 agosto - Temistocle Bernardi, diplomatico e politico italiano († 1962)
- 23 agosto - Jules Cronjager, direttore della fotografia tedesco († 1934)
- 24 agosto - Agostino Lo Piano Pomar, sindacalista e politico italiano († 1927)
- 25 agosto - Paolo Albera, vescovo cattolico italiano († 1943)
- 25 agosto - Oreste Ravanello, organista e compositore italiano († 1938)
- 25 agosto - Enrico Tellini, generale italiano († 1923)
- 27 agosto - Giacomo Damiani, naturalista italiano († 1944)
- 27 agosto - Theodore Dreiser, scrittore e drammaturgo statunitense († 1945)
- 27 agosto - Otto Bruno Schoenfeld, schermidore e wrestler tedesco († 1938)
- 28 agosto - Alwin Berger, botanico tedesco († 1931)
- 28 agosto - Nelle Richmond Eberhart, librettista, poetessa e insegnante statunitense († 1944)
- 29 agosto - Albert Lebrun, politico francese († 1950)
- 29 agosto - Jack Butler Yeats, pittore irlandese († 1957)
- 30 agosto - Doppo Kunikida, scrittore e giornalista giapponese († 1908)
- 30 agosto - Ernest Rutherford, fisico neozelandese († 1937)
- 31 agosto - Ernesto II di Sassonia-Altenburg, duca († 1955)
- 31 agosto - Augusto Ferrari, architetto, pittore e fotografo italiano († 1970)
- 31 agosto - Silvio Spaventa Filippi, giornalista, traduttore e romanziere italiano († 1931)

## Settembre(51)
- 1º settembre - Virgilio Ducceschi, fisiologo, biochimico e scienziato italiano († 1952)
- 1º settembre - Reginald Walter Maudslay, ingegnere e imprenditore inglese († 1934)
- 2 settembre - J.W. Folsom, entomologo statunitense († 1936)
- 4 settembre - Julia Cuypers, attrice olandese († 1952)
- 4 settembre - Harold McGrath, scrittore e sceneggiatore statunitense († 1932)
- 4 settembre - Sof'ja Vladimirovna Panina, politica, educatrice e filantropa russa († 1956)
- 4 settembre - Victor Wolf von Glanvell, alpinista, insegnante e scrittore austriaco († 1905)
- 5 settembre - Friedrich Akel, politico, fisico e diplomatico estone († 1941)
- 5 settembre - Peter Yoshiro Saeki, giurista e teologo giapponese († 1965)
- 6 settembre - Charles Giblyn, regista e attore statunitense († 1934)
- 8 settembre - Alfredo Capece Minutolo di Bugnano, politico italiano († 1942)
- 8 settembre - Pasquale Vena, imprenditore italiano († 1937)
- 9 settembre - Friedrich-Carl Peus, politico tedesco († 1950)
- 12 settembre - John James Campbell, calciatore scozzese († 1947)
- 12 settembre - Linda Murri, italiana († 1957)
- 13 settembre - Alma Kruger, attrice statunitense († 1960)
- 14 settembre - Luigi Macchi, politico italiano († 1942)
- 14 settembre - Karl Joseph Schulte, cardinale e arcivescovo cattolico tedesco († 1941)
- 15 settembre - Aloisio di Löwenstein-Wertheim-Rosenberg, politico tedesco († 1952)
- 15 settembre - Alfred Bryan, cantautore e pacifista statunitense († 1958)
- 15 settembre - Marguerite Moreno, attrice francese († 1948)
- 16 settembre - Arnaldo Lucci, politico italiano († 1945)
- 17 settembre - Luca Ermenegildo Pasetto, patriarca cattolico italiano († 1954)
- 17 settembre - Nestore Pelicelli, religioso, scrittore e fotografo italiano († 1937)
- 17 settembre - Eleonora di Solms-Hohensolms-Lich, principessa tedesca († 1937)
- 18 settembre - Gerino Gerini, politico italiano († 1927)
- 18 settembre - Hendrikus Albertus Lorentz, esploratore e diplomatico olandese († 1944)
- 18 settembre - Eugenio Vianello, imprenditore e dirigente sportivo italiano († 1949)
- 19 settembre - Marcel Delépine, chimico e farmacologo francese († 1965)
- 19 settembre - Kang Jeungsan, religioso coreano († 1909)
- 19 settembre - Magnus Johnson, politico statunitense († 1936)
- 19 settembre - Fritz Schaudinn, biologo tedesco († 1906)
- 21 settembre - Joseph-Marius Avy, pittore francese († 1939)
- 21 settembre - Melezio IV, arcivescovo ortodosso greco († 1935)
- 22 settembre - Josefina Huguet, soprano spagnola († 1950)
- 22 settembre - Eugène Sartory, archettaio francese († 1946)
- 22 settembre - Gaetano Spiller, militare e politico italiano († 1953)
- 23 settembre - František Kupka, pittore ceco († 1957)
- 24 settembre - Charlotte Dod, tennista e arciera britannica († 1960)
- 24 settembre - Florence Scovel Shinn, illustratrice e scrittrice statunitense († 1940)
- 26 settembre - Edith Holden, artista e insegnante inglese († 1920)
- 27 settembre - Grazia Deledda, scrittrice italiana († 1936)
- 27 settembre - George Ducker, calciatore canadese († 1952)
- 27 settembre - Walter Mocchi, impresario teatrale e attivista italiano († 1955)
- 27 settembre - Janko Vuković de Podkapelski, ammiraglio austro-ungarico († 1918)
- 28 settembre - Pietro Badoglio, generale e politico italiano († 1956)
- 28 settembre - Fred P. Cone, politico statunitense († 1948)
- 28 settembre - Franz Grainer, fotografo tedesco († 1948)
- 28 settembre - Gerardo Machado, politico e generale cubano († 1939)
- 30 settembre - Luis Medina Barrón, generale e diplomatico messicano († 1937)
- 30 settembre - Adolphe Stoclet, ingegnere belga († 1949)

## Ottobre(56)
- 1º ottobre - Pasquale Caso, politico italiano († 1947)
- 1º ottobre - Francesco Marchetti Selvaggiani, cardinale e arcivescovo cattolico italiano († 1951)
- 2 ottobre - Cordell Hull, politico statunitense († 1955)
- 2 ottobre - Gaston Milian, medico e dermatologo francese († 1945)
- 3 ottobre - Kim Bo-hyon, nordcoreano († 1955)
- 3 ottobre - Stijn Streuvels, scrittore belga († 1969)
- 4 ottobre - John Hendley Barnhart, botanico e biografo statunitense († 1949)
- 4 ottobre - Marcel Méran, velista francese († 1949)
- 6 ottobre - Joseph Esposito, politico e mafioso italiano († 1928)
- 7 ottobre - Felice Chiarle, militare italiano († 1916)
- 7 ottobre - Georg Hermann, scrittore tedesco († 1943)
- 8 ottobre - Ma Barker, criminale statunitense († 1935)
- 8 ottobre - Ivan Maksimovič Poddubnyj, wrestler ucraino († 1949)
- 9 ottobre - Friedrich Seeberg, astronomo e esploratore russo († 1902)
- 10 ottobre - Giovanni Buffa, pittore, scultore e decoratore italiano († 1954)
- 10 ottobre - David Lindsay, XXVII conte di Crawford, politico britannico († 1940)
- 11 ottobre - Vincenzo Galdi, fotografo italiano († 1961)
- 12 ottobre - Prince Randian, attore e circense guyanese († 1934)
- 13 ottobre - Hilda Borgström, attrice svedese († 1953)
- 13 ottobre - Roffredo Caetani, nobile, compositore e collezionista d'arte italiano († 1961)
- 13 ottobre - Paul Federn, medico e psicoanalista austriaco († 1950)
- 13 ottobre - Daiun Sogaku Harada, maestro zen giapponese († 1961)
- 13 ottobre - Jānis Poruks, scrittore lettone († 1911)
- 14 ottobre - Alexander von Zemlinsky, compositore e direttore d'orchestra austriaco († 1942)
- 15 ottobre - Andreas Sprecher von Bernegg, naturalista e botanico svizzero († 1951)
- 17 ottobre - Dénes Berinkey, giurista e politico ungherese († 1948)
- 17 ottobre - Gaetano Manzoni, diplomatico e politico italiano († 1937)
- 17 ottobre - Achille Nucci, magistrato e politico italiano († 1947)
- 17 ottobre - Maila Talvio, scrittrice finlandese († 1951)
- 17 ottobre - Segundo de Chomón, regista, direttore della fotografia e animatore spagnolo († 1929)
- 18 ottobre - Angelo Musco, attore italiano († 1937)
- 18 ottobre - Carmelo Psaila, presbitero, scrittore e poeta maltese († 1961)
- 19 ottobre - Karol Adwentowicz, attore, regista teatrale e regista cinematografico polacco († 1958)
- 19 ottobre - Luigi Albertini, giornalista, editore e politico italiano († 1941)
- 19 ottobre - Walter Bradford Cannon, fisiologo statunitense († 1945)
- 19 ottobre - Fëdor Dan, scrittore, politico e medico russo († 1947)
- 19 ottobre - David Miles, attore e regista statunitense († 1915)
- 19 ottobre - Cesare Serono, chimico e politico italiano († 1952)
- 20 ottobre - Frederick Burton, attore statunitense († 1957)
- 20 ottobre - Clarence Whitehill, basso-baritono statunitense († 1932)
- 21 ottobre - Alfonso Ferrero de Gubernatis Ventimiglia, imprenditore, dirigente sportivo e allenatore di calcio italiano († 1961)
- 21 ottobre - Carlo Fornara, pittore italiano († 1968)
- 23 ottobre - Gjergj Fishta, poeta, politico e traduttore albanese († 1940)
- 23 ottobre - Bindo Galli, magistrato e politico italiano († 1952)
- 25 ottobre - Richard Heintz, pittore e incisore belga († 1929)
- 26 ottobre - Joaquín Chapaprieta, politico spagnolo († 1951)
- 26 ottobre - Hajime Isogai, judoka giapponese († 1947)
- 26 ottobre - Guillermo Kahlo, fotografo tedesco († 1941)
- 26 ottobre - Trilussa, poeta, scrittore e giornalista italiano († 1950)
- 26 ottobre - Ivan Jakovlevič Žilin, rivoluzionario e politico russo († 1922)
- 27 ottobre - Vaclav Vorovskij, rivoluzionario, giornalista e diplomatico russo († 1923)
- 28 ottobre - Quirino Majorana, fisico italiano († 1957)
- 28 ottobre - Pietro Signorini, dirigente d'azienda italiano († 1916)
- 29 ottobre - Narziss Kaspar Ach, psicologo tedesco († 1946)
- 30 ottobre - Karl Inama von Sternegg, genealogista e araldista austriaco († 1931)
- 30 ottobre - Paul Valéry, scrittore, poeta e filosofo francese († 1945)

## Novembre(44)
- 1º novembre - Stephen Crane, scrittore, giornalista e poeta statunitense († 1900)
- 1º novembre - Robert Doerr, medico e curatore editoriale austro-ungarico († 1952)
- 1º novembre - Andreas Roth, pittore tedesco († 1949)
- 1º novembre - Aleksandr Afanas'evič Spendjarov, compositore e direttore d'orchestra armeno († 1928)
- 2 novembre - Onofrio Fragnito, medico italiano († 1959)
- 2 novembre - Poul Heegaard, matematico danese († 1948)
- 3 novembre - Hanns Heinz Ewers, scrittore tedesco († 1943)
- 4 novembre - Mariano D'Amelio, magistrato e politico italiano († 1943)
- 5 novembre - Shūsui Kōtoku, politico, giornalista e anarchico giapponese († 1911)
- 5 novembre - Licinio Muzani, politico italiano († 1928)
- 7 novembre - Tullio Marchetti, generale e agente segreto italiano († 1955)
- 7 novembre - Pierre-Maurice-Marie Rivière, arcivescovo cattolico francese († 1961)
- 9 novembre - Florence Rena Sabin, medico statunitense († 1953)
- 10 novembre - Winston Churchill, scrittore statunitense († 1947)
- 10 novembre - Lorenzo Peretti Junior, pittore italiano († 1953)
- 11 novembre - Leopold Kunschak, politico austriaco († 1953)
- 12 novembre - Victor Hugo de Azevedo Coutinho, politico portoghese († 1955)
- 12 novembre - Oronzo Caldarola, vescovo cattolico italiano († 1963)
- 13 novembre - Charles Spencer-Churchill, IX duca di Marlborough, nobile e politico inglese († 1934)
- 14 novembre - Lucien-Victor Guirand de Scévola, pittore e disegnatore francese († 1950)
- 14 novembre - Ruggero Ruggeri, attore italiano († 1953)
- 15 novembre - Giuseppe Castelli, vescovo cattolico italiano († 1943)
- 15 novembre - Erich von Tschermak, agronomo austriaco († 1962)
- 16 novembre - Hugo Lederer, scultore e architetto tedesco († 1940)
- 17 novembre - Salvatore Gambardella, musicista e paroliere italiano († 1913)
- 17 novembre - Goffredo Zaccherini, vescovo cattolico, teologo e scrittore italiano († 1938)
- 18 novembre - Robert Hugh Benson, scrittore e presbitero inglese († 1914)
- 18 novembre - Louis Charbonneau-Lassay, storico, archeologo e incisore francese († 1946)
- 19 novembre - Jack Flett, giocatore di lacrosse canadese († 1932)
- 20 novembre - William Heard Kilpatrick, pedagogista statunitense († 1965)
- 20 novembre - August Weberbauer, botanico e naturalista tedesco († 1948)
- 22 novembre - Salvador Allende Castro, avvocato e politico cileno († 1932)
- 22 novembre - Bernard Berg, ginnasta e multiplista statunitense († 1949)
- 23 novembre - Maurice Moscovitch, attore statunitense († 1940)
- 23 novembre - Giovanni Pulvirenti, vescovo cattolico italiano († 1933)
- 24 novembre - Jules Brocherel, etnologo italiano († 1954)
- 25 novembre - Simon Fraser, XIV Lord Lovat, generale scozzese († 1933)
- 26 novembre - Ambrogio Bollati, militare, storico e politico italiano († 1950)
- 26 novembre - Luigi Sturzo, presbitero e politico italiano († 1959)
- 27 novembre - Giovanni Giorgi, ingegnere elettrotecnico e fisico italiano († 1950)
- 28 novembre - William McDougall, psicologo britannico († 1938)
- 28 novembre - Carl Walbrodt, scacchista tedesco († 1902)
- 30 novembre - Emanuele di Salm-Salm, nobile († 1916)
- 30 novembre - Pëtr Stoljarskij, violinista e insegnante sovietico († 1944)

## Dicembre(36)
- 2 dicembre - Tito Pellicciotti, pittore italiano († 1950)
- 3 dicembre - Newton Diehl Baker, politico statunitense († 1937)
- 6 dicembre - Michel Borisowski, ciclista su strada e pistard belga († 1930)
- 6 dicembre - Saverio Fragapane, architetto italiano († 1957)
- 6 dicembre - Archibald Montgomery-Massingberd, militare e nobile britannico († 1947)
- 8 dicembre - Thomas Butler, tiratore di fune britannico († 1928)
- 8 dicembre - Edoardo Rubino, scultore e disegnatore italiano († 1954)
- 9 dicembre - Charles Bennett, mezzofondista e siepista britannico († 1948)
- 9 dicembre - Joe Kelley, giocatore di baseball e allenatore di baseball statunitense († 1943)
- 9 dicembre - Aleksandr Mitrofanovič Stopani, rivoluzionario e politico russo († 1932)
- 10 dicembre - Fortunat-Henri Caumont, vescovo cattolico francese († 1930)
- 12 dicembre - Edith Campbell, infermiera canadese († 1951)
- 12 dicembre - Francesca French, missionaria britannica († 1960)
- 12 dicembre - Otto Ruff, chimico tedesco († 1939)
- 13 dicembre - Emily Carr, pittrice canadese († 1945)
- 15 dicembre - John Stewart-Murray, VIII duca di Atholl, generale britannico († 1942)
- 16 dicembre - Victor Archenoul, cavaliere francese († 1938)
- 16 dicembre - Carlo Alfredo Mussinelli, compositore italiano († 1955)
- 16 dicembre - Manuel Fernández Silvestre y Pantiga, generale spagnolo († 1921)
- 18 dicembre - Jan Kotěra, architetto e artista ceco († 1923)
- 18 dicembre - Angelo Zammarchi, presbitero italiano († 1958)
- 20 dicembre - José de Figueiredo, storico e critico d'arte portoghese († 1937)
- 20 dicembre - Henry Hadley, direttore d'orchestra e compositore statunitense († 1937)
- 20 dicembre - Fred Hearn, attore statunitense († 1923)
- 22 dicembre - Cesare Mori, militare, funzionario e poliziotto italiano († 1942)
- 23 dicembre - Jimmy Crabtree, calciatore inglese († 1908)
- 24 dicembre - Bruno Mugellini, pianista, compositore e insegnante italiano († 1912)
- 25 dicembre - Harvey Sims, giocatore di curling canadese († 1945)
- 28 dicembre - Frederick Pethick-Lawrence, politico inglese († 1961)
- 28 dicembre - Hugo Sellheim, ginecologo tedesco († 1936)
- 28 dicembre - Frank B. Willis, politico statunitense († 1928)
- 29 dicembre - Amelia Faraone, cantante italiana († 1929)
- 29 dicembre - Emmanuel Foulon, arciere belga († 1945)
- 29 dicembre - John Leonard, giocatore di curling canadese († 1944)
- 29 dicembre - Giuseppe Motta, avvocato, politico e notaio svizzero († 1940)
- 29 dicembre - Paul Remlinger, medico, batteriologo e virologo francese († 1964)

## Senza giorno specificato(66)
- Gabrielle Achenbach, pittrice francese († 1956)
- Filippo Cesare Annessi, poeta italiano († 1947)
- Abdesselam Baccoush, poeta tunisino († 1946)
- Aurel Ballo, pittore slovacco († 1940)
- John Barrow, calciatore e allenatore di calcio inglese († 1924)
- Bódog Beck, medico ungherese († 1942)
- William Black, attore statunitense
- Carlo Bornate, storico italiano († 1959)
- Giuseppe Brunner, fotografo italiano († 1951)
- Jean Brèthes, entomologo francese († 1928)
- Brizio Casciola, presbitero e letterato italiano († 1957)
- John Chilembwe, pastore protestante malawiano († 1915)
- Efstathios Chōrafas, nuotatore greco
- Wallace Clifton, scrittore e sceneggiatore statunitense († 1931)
- Vittoria Contini Bonacossi, collezionista d'arte italiana († 1949)
- Pietro Croci, giornalista italiano († 1938)
- Simon Eremian, scrittore, storico e monaco cristiano armeno († 1938)
- Odoardo Ferretti, pittore italiano († 1941)
- Walter Flanders, imprenditore statunitense († 1923)
- Thalia Flora-Karavia, pittrice e disegnatrice greca († 1960)
- Immanuel Friedlaender, geologo tedesco († 1948)
- Gilbert Fuchs, pattinatore artistico su ghiaccio tedesco († 1952)
- Evangelos Gerakeris, maratoneta greco († 1913)
- Lua Getsinger, statunitense († 1916)
- Aleksandr Alekseevič Gorskij, coreografo russo († 1924)
- Karl Otto Graebner, botanico tedesco († 1933)
- Theodore Wratislaw, poeta inglese († 1933)
- Georgios Grigoriou, maratoneta greco
- Isidor Ėmmanuilovič Gukovskij, rivoluzionario e politico russo († 1921)
- Bert Haldane, regista inglese († 1937)
- Howell Hansel, regista statunitense († 1917)
- Maibelle Heikes Justice, romanziera e sceneggiatrice statunitense († 1926)
- Albert Herter, pittore e artista statunitense († 1950)
- Garabet Ibrăileanu, scrittore rumeno († 1936)
- Hasan İzzet, militare ottomano († 1931)
- Vasilij Ivanovič Komarov, serial killer e militare russo († 1923)
- Charles Krauss, attore teatrale, attore e regista francese († 1926)
- Martha Krug-Genthe, geografa tedesca († 1945)
- John Langalibalele Dube, politico, filosofo e poeta sudafricano († 1946)
- Albert Stewart Meek, naturalista britannico († 1943)
- Getulio Moroncini, critico letterario italiano († 1954)
- Mulay Ahmad al-Raysuni, condottiero marocchino († 1925)
- Margarita Ortega, militare messicana († 1913)
- Elmo Palazzi, scultore italiano († 1915)
- Henri Parmentier, archeologo francese († 1949)
- Vernon Louis Parrington, storico statunitense († 1929)
- Cesare Picchiarini, vetraio italiano († 1943)
- José Ramos Preto, politico portoghese († 1949)
- Paolo Revelli Beaumont, geografo italiano († 1956)
- Josie Sadler, attrice statunitense († 1927)
- Pablo Salinas, pittore spagnolo († 1946)
- Tomonaga Sanjūrō, storico della filosofia giapponese († 1951)
- Hortense Serristori, scrittrice italiana († 1960)
- Will E. Sheerer, attore statunitense († 1915)
- Lillian Smith, circense statunitense († 1930)
- Romolo Squadrelli, architetto e decoratore italiano († 1941)
- Nina Sullam Rignano, filantropa e attivista italiana († 1945)
- Mark Swan, commediografo e sceneggiatore statunitense († 1942)
- Riccardo Ticchi, tiratore a segno italiano
- Marija L'vovna Tolstaja, russa († 1906)
- Alfio Tomaselli, medico, poeta e critico letterario italiano († 1954)
- Márk Vedres, scultore ungherese († 1961)
- Athanasios Vouros, schermidore greco († 1959)
- Pëtr Zakovorot, schermidore ucraino († 1951)
- Zhang Jinghui, generale e politico cinese († 1959)
- Juan Martín de la Serna, diplomatico, politico e pioniere dell'aviazione argentino († 1908)